# Johann Mészáros von Szoboszló
Johann Mészáros von Szoboszló (1737 - 17 de noviembre de 1801) fue un militar de origen húngaro que se alistó en el ejército de los Habsburgo en 1756 y luchó contra los prusianos, los turcos otomanos y los franceses durante una larga carrera militar. Durante las guerras revolucionarias francesas, luchó en varias campañas. Dirigió una división en la campaña italiana de 1796-1797 contra el ejército de Napoleón Bonaparte. Fue propietario (Inhaber) de un regimiento austriaco de Uhlan de 1792 a 1797 y de un regimiento de Ulanos o Húsares de 1797 a 1801.

## Carrera temprana
Húngaro de origen, Mészáros nació en Kunhegyes en 1737. Entró en el servicio militar de los Habsburgo en 1756 como corneta en el regimiento de húsares Desewffy n.º 30. Luchó en la Guerra de los Siete Años y se convirtió en comandante el 10 de enero de 1774. El 1 de noviembre de 1778, durante la Guerra de Sucesión de Baviera, fue ascendido a teniente coronel. El 1 de mayo de 1784 fue nombrado Oberst (Coronel) del Regimiento de Húsares del Káiser José II n.º 2. Durante la Guerra Austro-Turca (1787-1791), fue ascendido a General-Mayor como recompensa por liderar una exitosa carga de caballería en la Batalla de Focsani y otras hazañas.

## Guerra Revolucionaria francesa

### Rhin 1792-1796
En 1792, se convirtió en propietario del Regimiento Uhlan de Mészáros (que pasó a ser el número 1 en 1798) y mantuvo esta dignidad hasta 1797. La unidad de lanceros a caballo se formó combinando dos escuadrones uhlan de cada uno de los regimientos Kaiser, Karaczay, Levenehr y Lobkowitz Chevauxleger. El 13 de octubre de 1793, dirigió la 4.ª columna bajo el mando de Dagobert von Wurmser en la Primera Batalla de Wissembourg. Se le concedió la Cruz de Caballero de la Orden Militar de María Teresa el 25 de octubre de 1793 por su distinguido servicio. En 1794, sirvió en el cuerpo de Friedrich Freiherr von Hotze. El 4 de marzo de 1796 fue ascendido a Feldmarschall-Leutnant después de haber prestado más servicios en el Ejército del Alto Rin a las órdenes de Wurmser y Maximiliano Baillet de Latour. Recibió la Cruz de Comandante de la Orden Militar de María Teresa el 11 de mayo. El 5 de julio de 1796, Mészáros y Karl Aloys zu Fürstenberg lideraron la retaguardia austriaca en acción en Rastatt.

### Italia 1796-1797
Inmediatamente después de Ettlingen, Mészáros se dirigió a Italia, donde Wurmser había sustituido a Johann Beaulieu como comandante en jefe. Durante el primer relevo del Sitio de Mantua, el comandante del ejército asignó a Mészáros la dirección de la IV Columna. Esta fuerza se desplazó por el valle del río Brenta hasta Bassano del Grappa a finales de julio. Desde allí, se acercó a Mantua desde el noreste a través de Vicenza. Desgraciadamente, esto dejó a la IV Columna alejada de la acción durante una fase crítica de las operaciones. Cuando las tropas de Mészáros llegaron finalmente a las proximidades de Mantua, Wurmser le ordenó que observara a la división francesa que acababa de levantar el asedio de esa fortaleza. Pero la división de Pascal Fiorella se adelantó el 5 de agosto y Mészáros no pudo interceptarla. El ataque de Fiorella contra la retaguardia izquierda del ejército de los Habsburgo ayudó a Bonaparte a ganar la batalla de Castiglione.
Al comienzo del segundo relevo de Mantua, Mészáros se encontraba al oeste de Bassano con una división de 10 673 soldados. Inesperadamente, Bonaparte derrotó a las fuerzas austriacas en la batalla de Rovereto, en el Tirol. A continuación, el principal ejército francés se desplazó hacia el este y el sur por el valle del Brenta para derrotar a Wurmser en la batalla de Bassano el 8 de septiembre. En lugar de retirarse hacia el este, Wurmser se desplazó hacia el suroeste para unirse a Mészáros y marchó con fuerza hacia Mantua. Los austriacos eludieron la persecución de Bonaparte y llegaron a la fortaleza, aunque los franceses les obligaron a librar una costosa batalla en el Palacio de La Favorita el 15 de septiembre. Después de esto, Mészáros y sus soldados sufrieron el largo Sitio de Mantua antes de que Wurmser se rindiera a Bonaparte el 2 de febrero de 1797.

## Carrera posterior
En 1797, se convirtió en el propietario del Regimiento de Húsares de Mészáros n.º 35 (fue renumerado n.º 10 en 1798) y comandante de las Insurrecciones Húngaras, una milicia nacional. Poco después de Mantua, se retiró del servicio militar activo. Murió en 1801 en Csomaköz (Hungría).